# Шарни (Јон)
Шарни (фр. Charny) насеље је и општина у источном делу централне Француске у региону Бургоња, у департману Јон која припада префектури Осер.
По подацима из 2011. године у општини је живело 1651 становника, а густина насељености је износила 86,94 становника/km². Општина се простире на површини од 18,99 km². Налази се на средњој надморској висини од 178 метара (максималној 201 m, а минималној 130 m).

## Демографија
| 1962. | 1968. | 1975. | 1982. | 1990. | 1999. | 2011. |
| ----- | ----- | ----- | ----- | ----- | ----- | ----- |
| 1.280 | 1.364 | 1.626 | 1.620 | 1.634 | 1.729 | 1.651 |

График промене броја становника у току последњих година